# Blenina chlorophila
Blenina chlorophila är en fjärilsart som beskrevs av George Francis Hampson 1905. Blenina chlorophila ingår i släktet Blenina och familjen trågspinnare. Inga underarter finns listade i Catalogue of Life.